# My Country
A My Country Olivia Newton-John 2012-ben megjelent ausztrál kiadású válogatáslemeze, mely pályájának 1971 és 1978 közötti folk és country sikereit tartalmazza.

## Az album dalai
zárójelben az eredeti album címe
- Banks Of The Ohio (If Not For You), 1971
- If You Could Read My Mind (If Not For You), 1971
- Take Me Home, Country Roads (Music Makes My Day), 1974
- Heartbreaker (Music Makes My Day), 1974
- Help Me Make It Through The Night (If Not For You), 1971
- If Not For You (If Not For You), 1971
- Jolene (Come On Over), 1976
- Blue Eyes Crying In The Rain (Come On Over), 1976
- Don’t Stop Believin’ (Don’t Stop Believin’), 1976
- Every Face Tells A Story (Don’t Stop Believin’), 1976
- Sam (Don’t Stop Believin’), 1976
- Ring Of Fire (Making a Good Thing Better), 1977
- Let Me Be There (Music Makes My Day és Let Me Be There)), 1974, 1973
- If We Try (Music Makes My Day), 1974
- If You Love Me (Let Me Know) (If You Love Me, Let Me Know), 1974
- I Honestly Love You (Long Live Love és Have You Never Been Mellow), 1974, 1975
- Long Live Love (Long Live Love), 1974
- Have You Never Been Mellow (Have You Never Been Mellow), 1975
- Loving Arms (Have You Never Been Mellow), 1975
- Please Mr. Please (Have You Never Been Mellow), 1975